# Order „Honor” (Kazachstan)
Order „Honor” (kaz. «Құрмет» орденi) – odznaczenie państwowe Republiki Kazachstanu. Order został ustanowiony Ustawą Republiki Kazachstanu z dnia 1 kwietnia 1993 nr 2069-XII „O odznaczeniach państwowych Republiki Kazachstanu”. Obecnie jego przyznawanie reguluje Ustawa Republiki Kazachstanu z dnia 12 grudnia 1995 nr 2676 „O odznaczeniach państwowych Republiki Kazachstanu”.

## Statut
Order „Honor” nadawany jest obywatelom za zasługi dla rozwoju gospodarki, życia społecznego, nauki, kultury i oświaty, za wzorową służbę w organach państwowych i aktywną działalność społeczną. Order jest jednostopniowy.

## Opis
Odznaka orderu wykonana jest ze srebra. Ma kształt pięcioramiennej gwiazdy, której ramiona pokryte są zieloną emalią i zakończone elementami kazachskiego ornamentu ludowego. Pomiędzy ramionami znajdują się srebrne pasy w postaci rozbieżnych belek. W centrum awersu znajduje się okrągły medalion pokryty  niebieską emalią z wizerunkiem złotego słońca. Pod medalionem znajduje się czerwona emaliowana wstążka ze złotym napisem ҚҰРМЕТ („Honor”).
Odznaka orderu zawieszona jest na sześciokątnej zawieszce obciągniętej wstążką za pomocą łącznika w postaci elementu kazachskiego ornamentu ludowego. Wstążka wykonana jest z jedwabnej mory w kolorze niebieskim z białym paskiem pośrodku, otoczonym dwoma czerwonymi paskami o mniejszej szerokości.